# Alicia von Bourbon-Parma

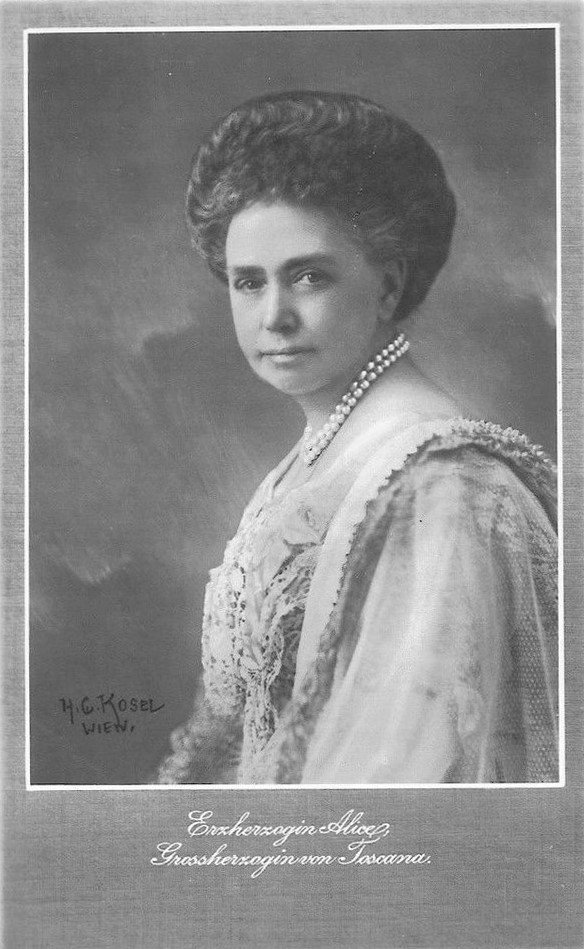
Alicia von Bourbon-Parma, spätere Erzherzogin von Österreich-Toskana

Alicia (auch Alix) Maria Carolina Ferdinanda Rachel Giovanna Filomena Prinzessin von Bourbon-Parma (* 27. Dezember 1849 in Parma, Italien; † 16. Januar 1935 in Schwertberg, Oberösterreich) war die letzte (Titular-)Großherzogin von Toskana.

## Leben
Alicia war eine Tochter von Herzog Karl III. von Parma (1823–1854) und der französischen Prinzessin Louise Marie Therese d'Artois, Prinzessin von Frankreich (1819–1864), einzige Tochter des Herzogs von Berry, Charles Ferdinand de Bourbon, und seiner Gattin, Prinzessin Maria Karolina von Neapel-Sizilien.

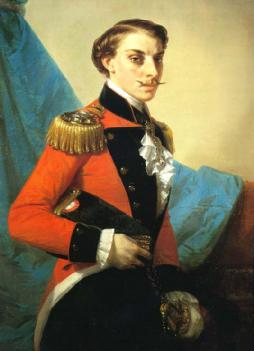
Ihr Vater Herzog Karl III. von Parma (1823–1854)
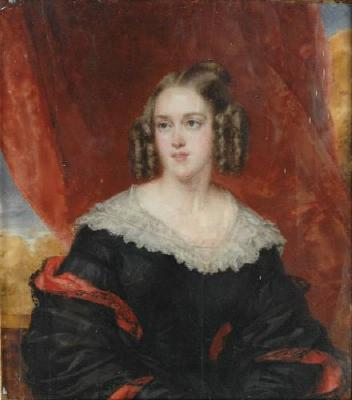
Ihre Mutter Louise Marie Therese (1819–1864)

Alicia war das dritte von vier Kindern mit den älteren Margarethe (1847–1893) ⚭ 1867 Infant Carlos von Borbón, Robert I. (1848–1907) ⚭ 1869 Prinzessin Maria Pia von Neapel-Sizilien, ⚭ 1884 Infantin Maria Antonia von Portugal und dem jüngeren Heinrich, Graf von Bardi (1851–1905) ⚭ 1873 Prinzessin Maria Luisa von Neapel-Sizilien, ⚭ 1876 Infantin Adelgunde von Portugal. In der Kindheit erlebte sie die Ermordung ihres Vaters 1854, die Regentschaft ihres älteren Bruders Robert und 1859 im Zuge der Auflösung des Herzogtums Parma die Flucht in die Schweiz und Österreich und schließlich nach Venedig, wo ihre Mutter im Februar 1864 starb. Noch im Januar wurde die 15-jährige mit Johann II. von Liechtenstein verlobt, der die Verlobung jedoch vornehmlich wegen dynastischer Komplikationen löste.

### Heirat und Nachkommen

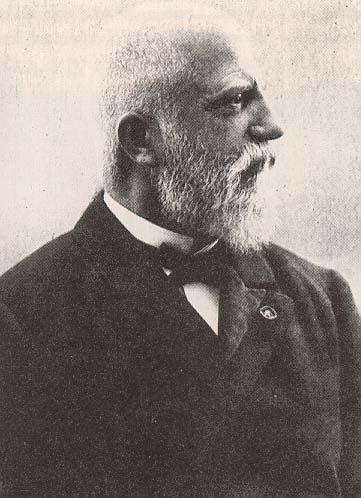
Ehemann Großherzog Ferdinand IV. von Toskana (1835–1908)

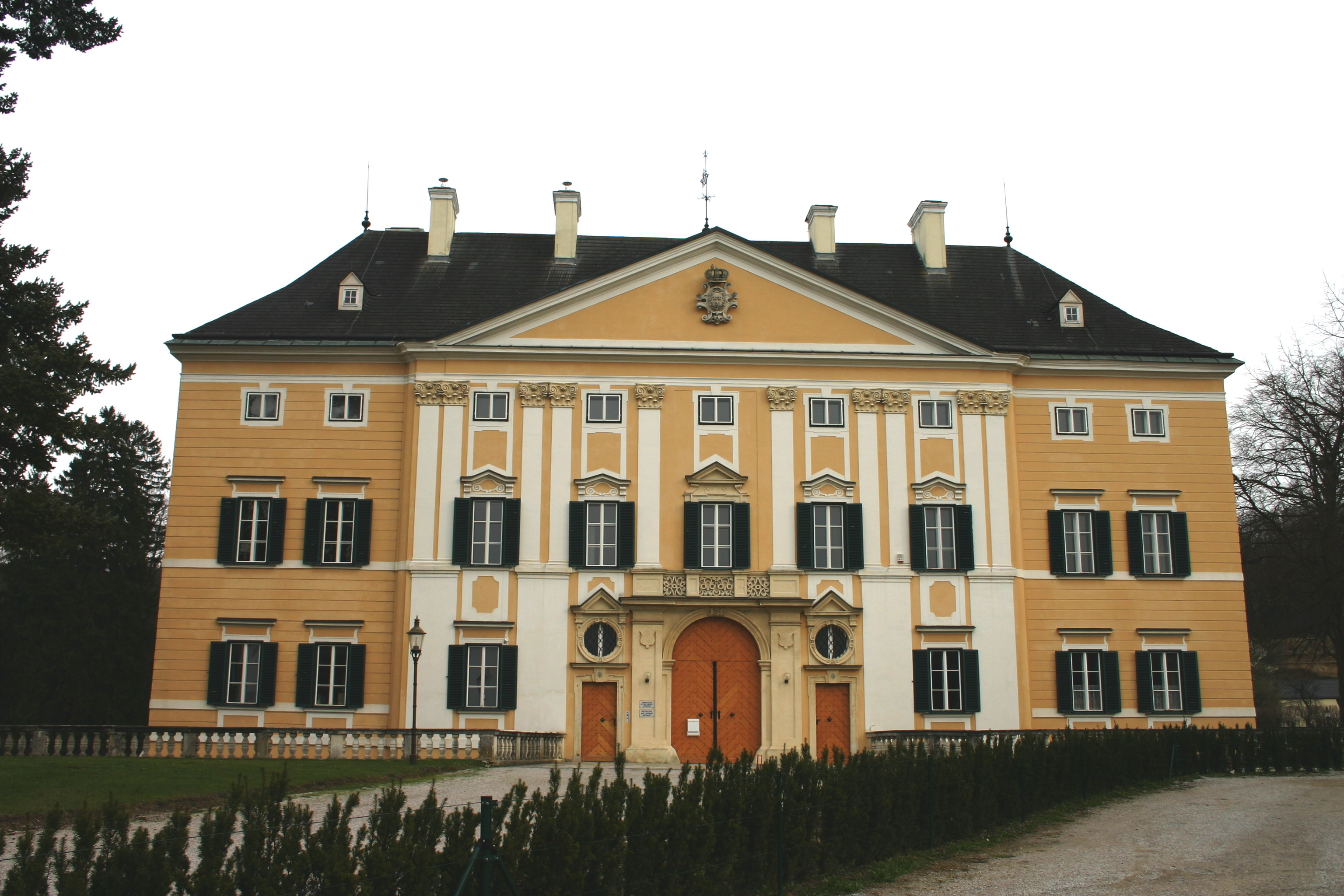
Ort der Hochzeit Schloss Frohsdorf

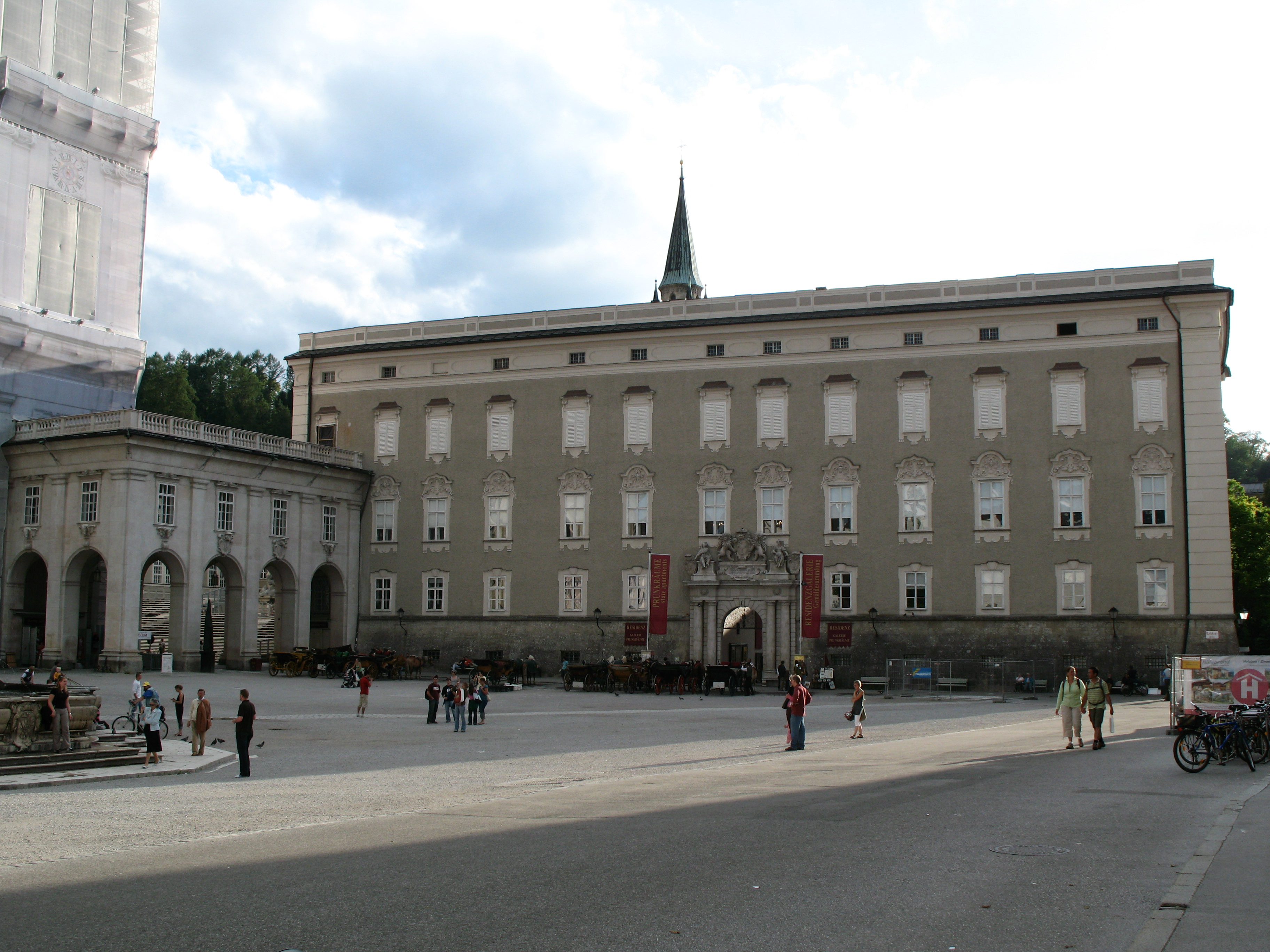
Residenz Salzburg

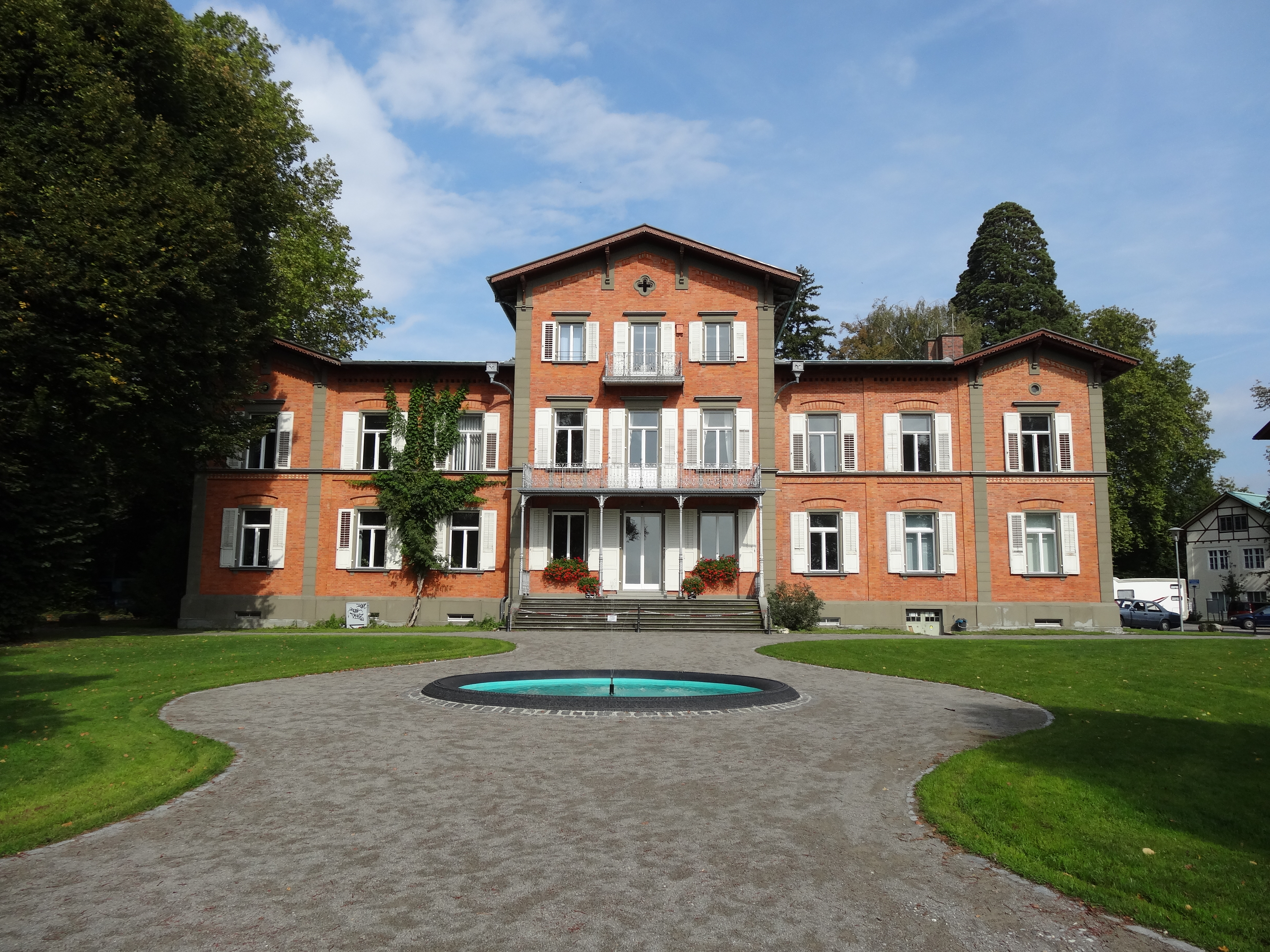
Sommerresidenz Villa Toskana, Lindau

Sie heiratete am 11. Januar 1868 in Frohsdorf den ebenfalls durch die italienische Vereinigung exilierten Großherzog Ferdinand IV. von Toskana, Erzherzog von Österreich, Sohn von Leopold II. von Toskana und Prinzessin Maria Antonia von Neapel-Sizilien, der nach dem Tode seiner ersten Frau Anna Maria von Sachsen verwitwet war. Neben der Stieftochter Maria Antonia, Erzherzogin von Österreich (1858–1883) hatte das Paar zehn Kinder:
- Leopold Ferdinand (1868–1935)

⚭ 1903–1907 (1907 geschieden) Wilhelmine Adamovicz (1877–1908)
⚭ 1907–1916 (1916 geschieden) Maria Magdalena Ritter (1876–1924)
⚭ 1933 Klara Hedwig Pawlowski, geborene Groeger (1894–1978)
- Luise (1870–1947)

⚭ 1891 (1903 geschieden) König Friedrich August III. von Sachsen
- Joseph Ferdinand (1872–1942), Generaloberst

⚭ 1921–1928 Rosa Kandie Kaltenbrunner (1878–1928)
⚭ 1929 Gertrude Tomanek von Beyerfels-Mondsee (1902–1997)
- Peter Ferdinand (1874–1948), General der k. u. k. Doppelmonarchie

⚭ 1900 Maria Christina von Bourbon-Sizilien (1877–1947)
- Heinrich Ferdinand (1878–1969), Offizier, Maler und Fotograf

⚭ 1919 Maria Karoline Ludescher (1883–1981)
- Anna (1879–1961)

⚭ 1901 Fürst Johannes zu Hohenlohe-Bartenstein und Jagstberg (1863–1921)
- Margareta (1881–1965)
- Germana (1884–1955)
- Robert Ferdinand (1885–1895)
- Agnes (1891–1945)

Das Paar lebte abwechselnd in der Villa Toskana in Lindau und ihrer Salzburger Residenz Nach dem Tod des Großherzogs 1908 lebte Alicia von Bourbon-Parma bis 1918 in Salzburg und übersiedelte dann nach Schwertberg, wo sie auch begraben wurde. 2007 wurden ihre sterblichen Überreste in die Kirche von Sankt Gilgen verbracht.

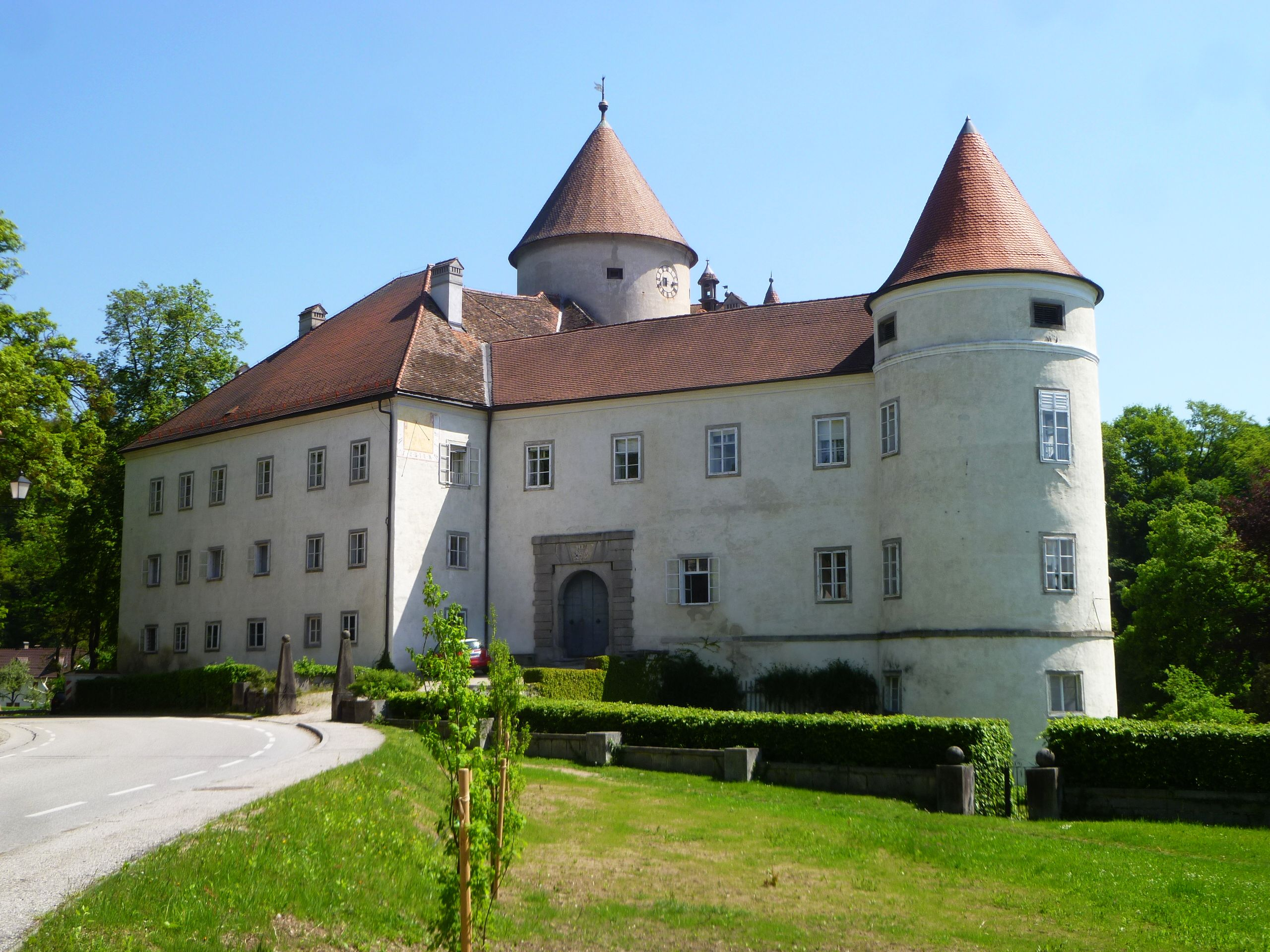
Alicia von Bourbon-Parmas Todesstätte, Schloss Schwertberg